# Bar-micvó
A bar-micvó jelenti a 13 éves zsidó fiúgyermeket és az ezen örömnap alkalmából tartott lakomát. Ez a kor keleti mértékkel mérve megfelel a férfinemnél a teljes pubertás korának, ekkor lesz a zsidó ifjú magán- és vallásjogilag nagykorúvá. Már az atyák mondásai említik: „13 esztendős korban a vallási törvények teljesítésére van a fiú kötelezve”. Mindaddig az apa felelős fiáért, azontúl egyéni felelősséggel bír az ifjú, az apa ezért mondja ilyenkor az ortodox rítusban ezt az imát: „Áldott legyen, ki az érette viselt felelősség alól feloldott.” E vallási téren való önállóság abban nyilatkozik meg, hogy az ifjút nyilvánosan a Tóra elé szólítják. A modern istentiszteleteknél ez mindinkább ünnepélyessé válik, s fokozódik az ajándék által, amelyet rokonok és ismerősök küldenek. Régen az ünneplő ifjú nyilvános előadást tartott a zsinagógában, rendszerint a rabbinikus tudományok köréből.
A lányok számára tartott hasonló szertartás neve bat-micvó.